# Vítonice (Kralice na Hané)

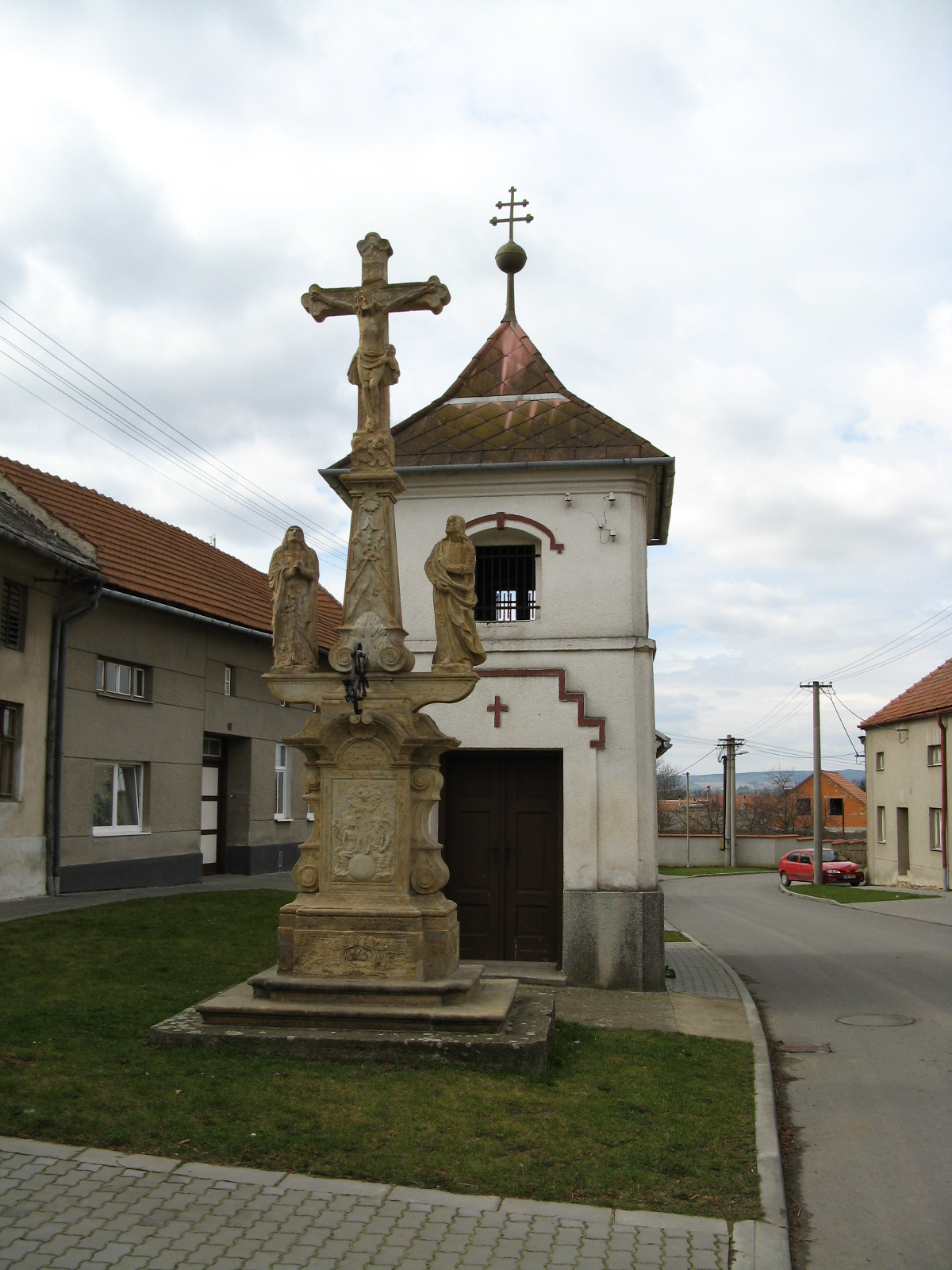
Kreuz und Kapelle auf dem Dorfanger

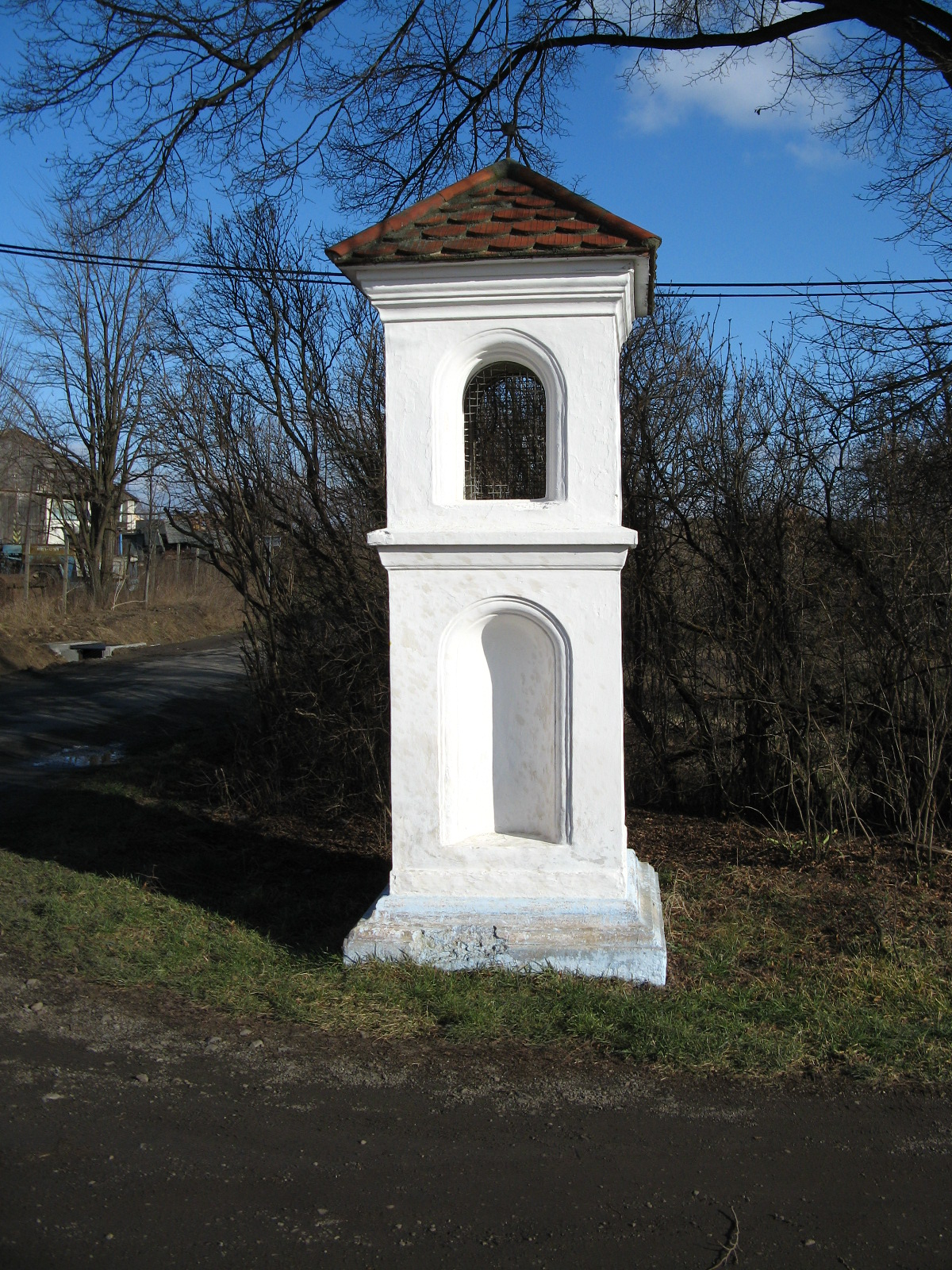
Bildstock

Vítonice (deutsch Witonitz) ist eine Grundsiedlungseinheit der Minderstadt Kralice na Hané in Tschechien. Sie liegt unmittelbar südöstlich von Kralice na Hané und gehört zum Okres Prostějov.

## Geographie
Das Längsangerdorf Vítonice befindet sich in der Obermährischen Senke (Hornomoravský úval). Einen reichlichen Kilometer westlich und südlich fließt die Valová. 
Nachbarorte sind Hrdibořice im Nordosten, Biskupice im Osten, Klopotovice und Hrubčice im Südosten, Otonovice und Čehovice im Süden, Bedihošť im Südwesten sowie Kralice na Hané im Nordwesten. 

## Geschichte
Die erste schriftliche Erwähnung von Vítonice erfolgte 1131 in einem Güterverzeichnis des Olmützer Bischofs Heinrich Zdik, in dem sieben Lahn als Besitz der Propstei St. Wenzel in Kostl aufgeführt sind. In der Mitte des 13. Jahrhunderts gehörte das gesamte Dorf der Propstei St. Wenzel. Im Jahre 1258 bestimmte Bischof Bruno von Schauenburg mit Zustimmung des Domkapitels die Dörfer Vítonice, Hodolany, Kelčice und Výkleky zu vier neuen Kanonikatspräbenden. Nach 1389 wurde Vítonice mit den von der Olmützer Domkirche neu erworbenen Gütern Hrubčice und Svésedlice zu einem Dignitätsgut des Olmützer Metropolitankapitels, dessen Nutznießer der jeweilige Domdechant war. 
Im Jahre 1835 bestand das im Olmützer Kreis gelegene Dorf Wittonitz bzw. Witonice aus 33 Häusern mit 194 mährischsprachigen Einwohnern. Haupterwerbsquelle bildete die Landwirtschaft. Im Ort gab es ein emphyteutisches Schankhaus, in dem Wisternitzer Bier ausgeschenkt wurde. Pfarr- und Schulort war Kralitz, der Amtsort Hrubschitz. Bis zur Mitte des 19. Jahrhunderts blieb Wittonitz dem Gut Hrubschitz untertänig.
Nach der Aufhebung der Patrimonialherrschaften bildete Vítonice / Witonitz ab 1850 eine Gemeinde im Gerichtsbezirk Proßnitz. Ab 1869 gehörte Vítonice zum Bezirk Proßnitz. Seit den 1870er Jahren wurden alternativ Vytonice und Vítonice als tschechische Ortsnamen verwendet; seit dem Ende des 19. Jahrhunderts führte die Gemeinde die Namen Vitonice / Wittonitz. Im Jahre 1890 bestand Vitonice aus 39 Häusern und hatte 222 Einwohner. Nach dem Ersten Weltkrieg zerfiel der Vielvölkerstaat Österreich-Ungarn, die Gemeinde wurde 1918 Teil der neu gebildeten Tschechoslowakischen Republik. Beim Zensus von 1921 standen in Vitonice 55 Häuser, in denen 275 Personen, davon 273 Tschechen lebten. 1924 erfolgte die Änderung des Gemeindenamens in Vítonice, wobei der Name des Katastralbezirks Vitonice na Hané unberührt blieb. Im Jahre 1936 wurde auf dem Dorfanger die neue Kapelle des hl. Veit geweiht. Im Jahre 1939 lebten in den 68 Häusern der Gemeinde 370 Menschen. Von 1939 bis 1945 gehörte Vítonice / Witonitz zum Protektorat Böhmen und Mähren. 1951 erfolgte die Eingemeindung als Ortsteil von Kralice na Hané. Da Vítonice und Kralice na Hané in der zweiten Hälfte des 20. Jahrhunderts zu einer Einheit zusammengewachsen waren, wurden beide Ortsteile zum 1. Januar 1983 zum Ortsteil Kralice na Hané fusioniert und alle Häuser von Vítonice umnummeriert. 

## Ortsgliederung
Die Grundsiedlungseinheit Vítonice bildet den Katastralbezirk Vitonice na Hané.

## Sehenswürdigkeiten
- Kapelle des hl. Veit, errichtet 1936 anstelle eines Glockenturms aus der ersten Hälfte des 19. Jahrhunderts
- Steinernes Kreuz mit Heiligenstatuen, vor der Kapelle, geschaffen 1823
- Bildstock am Weg nach Biskupice, errichtet 1775
- Kreuz an der Straße nach Biskupice, errichtet 1818
- Gedenkstein für die Gefallenen des Ersten Weltkrieges, enthüllt 1928